# 夕やけ番長
『夕やけ番長』（ゆうやけばんちょう）は、原作：梶原一騎・画：荘司としおによる日本の漫画作品、およびそれを原作としたテレビアニメ。
漫画版は、『冒険王』（秋田書店）に、作品本編を連載し、『週刊少年チャンピオン』（秋田書店）に、サイドストーリーを掲載する方式を採っていた。

## ストーリー
ここでは、作品本編のあらすじを記載する。
故郷から都会へ転居した赤城忠治が、木曽中学校という公立中学校へ転校したところから物語が始まる。赤城が転校して来た時の木曽中は、番長連合という生徒の集団によって暴力的に支配されていた。赤城は同級生の青木（インテリ）や水の江洋子の嘆願を受けて番長連合と敵対するが、番長連合の1人である小瀬小次郎が裏で色々手をつくし、影の大番長である紅小路や少年院帰りの黒部、サーカス団員の天馬といった強敵と次々に戦う事になる。赤城はことごとく勝利し、さらにはその人間性によって小瀬を始め番長連合を改心させる事に成功する。
赤城は、改心した番長連合と共にキックボクシング部を創設したが、鮫川という天才が率いる高校の空手部との対校試合に勝利した後に部を解散。代わって野球部やサッカー部、水泳部といった、それまで木曽中に存在しなかった運動部を設立し、基本的な運動能力を獲得した元番長連合の面々をキャプテンとして送り込んだ。計画は成功し、木曽中は後にスポーツの名門校として生まれ変わる事となる。
2年生に進級した赤城は、各スポーツ部の要請で助っ人として参加。柔道部、野球部、水泳部、レスリング部、そして小瀬が率いるサッカー部を転々とし、登場するライバル達に勝利する。助っ人の最後はボクシング部で、そのまま3年生を迎えてボクシング部のキャプテンに就任する。そこで赤城にとって史上最強の敵である白椿錠（元プロのキックボクサー）と出会う。当初は憎み合っていたが、やがて友情が芽生え、互いに切磋琢磨していく。
3年生の秋、住宅の立ち退きを迫られ赤城が故郷に引っ越す事になったが、ほぼ同時に北見冬彦という転校生が登場する。剣道を得意とする北見は、赤城がそれまでに戦った相手とは異質な「伝染病みたいな（赤城の発言）」不良だった。勝利したものの、今までとは全く違う空しさを赤城は感じた。
転校の挨拶をしていた時、以前から赤城をスカウトしようとしていたスポーツの名門高校が、推薦入学と生活の為の寮の提供を申し出て来た。周囲は赤城と別れずに済むと喜んでいたが、スポーツが出来るというだけで英雄視される風潮に、赤城本人は完全には納得していなかった。その行き違いが呼び水になったかのように、正月に泥酔して鉄棒から転落しそうになった小瀬を助けた赤城が、その負荷でアキレス腱を切ってしまう事故が発生した。これによって赤城はスポーツ選手としての生命を絶たれるに至り、その罪悪感から小瀬は銭湯の煙突によじ登り、飛び降り自殺を図ろうとするが怖気づき、再び赤城に助けられる。赤城は脚の治療と、これを機にケンカから足を洗い勉学に励み文武両道の達人となるべく故郷へ帰る為上野駅から列車に乗った。青木、小瀬、水の江、荒木、勘太郎達と再会を約束し、涙ながらに送られて都会を後にするのだった。

## 登場人物

### レギュラー
赤城忠治
声 - 加藤みどり
本作の主人公（登場時は中学1年生）。
小柄で筋肉質な体型。昭和40年代の赤城山近辺という険しい山野で生まれ育った為、スポーツおよびケンカは天才的に上手いが、勉学は苦手。性格は典型的な正義漢で友情に厚い。両親を失った時のトラウマから、夕焼けを見るとケンカする意欲を失うというキャラクター設定がなされている。名前は国定忠治が元になっているとされており、実際に赤城本人が国定忠治を尊敬していて、冬休みの自由研究のテーマにしたというエピソードがある。ただしその時に国定忠治の実像に触れてショックを受け、失望したというてん末になっている。
青木輝夫
声 - 小宮山清
赤城の同級生。
ニックネームはインテリ。本作は青木が語り部となって進行するという構成がとられている。赤城とは逆に学問は優秀だがスポーツが苦手という設定（ただし赤城との交流を通じてキックボクシング部の練習で運動神経がやや上達し、後に卓球部の主将となる）。水の江洋子に恋愛感情を抱いているが、水の江が赤城に恋愛感情を抱いている事に気づいていて、友人としてのスタンスからは逸脱しない様に心がけている。
水の江洋子
声 - 渡辺知子
赤城の同級生で、本作のヒロイン。
学校の成績が良いと同時にスポーツにも秀でた、いわゆる才色兼備の美少女で、当時人気があった吉沢京子に似ていると言われるエピソードがある。後に女子バレーボール部の主将となる。赤城に恋愛感情を抱いている。
小瀬小次郎
赤城の同級生。
開始当初は番長連合の一員で、赤城と敵対していた。運動神経は青木と同じくらいでケンカは弱いが、社交術と悪知恵の天才で、様々な人材をスカウトしては赤城と敵対させていた。後に赤城の人間性に感化され、キックボクシング部に在籍した後にサッカー部の主将となるが、改心した後もトラブルメーカーぶりは変わらず、不手際を演じて赤城の敵を作り出し続けていた。
荒木先生
赤城達のクラスの担任の教師。
ニックネームは「荒木又衛門」で、当時流行していた学園ドラマに登場するようなバンカラで感情過多な男性教師。独身。作中に登場する美人女子プロレスラーのアトミック・ローザに一目惚れしてプロポーズを決意するが、ローザがプロレスラーとして飛躍する段階になった事を知り、そのまま告白を断念したというエピソードがある。
勘太郎
赤城の隣に住んでいる小学生。
ケンカの天才である赤城に心酔しており「親分」と呼んでいるが、赤城本人は嫌がっている。
赤城剛造
赤城忠治の祖父で唯一の同居人。
元は赤城の両親と共に、赤城山の山小屋の管理人を務めていたが、赤城忠治の両親が死んだ後に上京し警備員の仕事に就く。柔術の達人。

### 主なライバル
紅小路弘
隣町の白亜学園の生徒で大金持ちの一人息子。表面は品行方正を演じているが、実は邪道空手の使い手で、影の大番長として番長連合を支配していた。最初の戦いで赤城を失明寸前にする。逆に2度目の戦いで大量出血を強いられ重体に陥るが、赤城が献血して命拾いする。それを知って改心し、以降は親友として何度か登場するようになる。
黒部搭介
紅小路の後に、小瀬によってスカウトされた最初の敵。2学年上だが、少年院にいた為実際は4歳年上。赤城との前に前・影の大番長である紅小路と闘い、勝利するが彼の方も片腕を使えなくなり、赤城との勝負は延期される。その後温室での戦いを経て赤城との間に友情が芽生えた。元番長連合とともにキックボクシング部に参加し、その後野球部の主将になる。
天馬三郎
黒部の後に赤城達のクラスに転校してきた。姉とともにサーカス団員として空中ブランコを務めている。その為優れた運動神経に加えて驚異的な握力を有しており、その握力で掴まれた黒部曰く「一旦掴まれてしまえば、この黒部塔介すら勝負にならん。」、赤城自身も単純な実力比較なら自分をしのぐと認めている。だが実際には赤城に両手を踏みつけられて握力を封じられ敗退した。なお、赤城は天馬の姉が好きだったが、サーカス団が次の町に移動したため、別れる事となった。
鮫川巨鯨
高校空手界の天才。ヘビー級ボクサー並みの体格と、いわゆる「フランケンシュタインの怪物」と「ジャイアント馬場」を合わせた様な容貌（赤城の見解）を有している。赤城が元番長連合とともにキックボクシング部を始めた後、小瀬がトラブルを引き起こし、その結果、赤城とキックボクシング部は鮫川率いる高校の空手部と対校試合をする事になる。鮫川との対戦は、当初赤城が絶対的に不利だったが、応援に来た紅小路のアドバイスで形勢逆転し、赤城が勝利する。
疾風進
白亜学園の野球部のエースで、非格闘系スポーツでの赤城のライバルの1人。野球部の助っ人となった赤城と対決した。最初の対決ではカーブ等の変化球に対応出来ない赤城に勝利したが、赤城が変化球打ちをマスターした2度目の対決ではサイクル安打を打たれて敗退した。
ロバート・ダグラス
アメリカン・スクールのサッカー部主将。サッカー部の助っ人としてゴールキーパーを務めた赤城と2試合で対決する。オーバーヘッドキックを自在にこなす運動能力の持ち主だが、スパイ行為を働いた小瀬に私的制裁を加えたり、試合が不利になるとファウル寸前のラフプレーを部員に指示するといった性格を有している。最後は自身が放ったオーバーヘッドキックを赤城がパンチでクリアし、そのボールが顔面に激突して負傷退場した。
渡源平
サイドストーリーに登場。資産家の娘である牧ルリ子が仕掛けた「番長王座決定戦」での赤城のライバルで、紅華高等学校の番長。柔道部/レスリング部/空手部/ボクシング部の主将という能力を有しているが、同時に牧ルリ子に本心から惚れている事が赤城への武器になっている事を赤城自身が懸念していた。決勝のデスマッチでは赤城をかなり追い込んだが、蝋燭の蝋で足場が悪くなったリングに対応出来ずに一方的に叩きのめされた。最後は足4の字固めをかけられて戦闘不能に陥ったところを牧ルリ子に助けられたが、番長王座決定戦の過程での犯罪行為によって警察に逮捕された。
白椿錠
赤城がボクシング部のキャプテンになった後、少年院のボクシング部と対校試合を行う事になった。そこに登場したのが白椿で、正体は元プロのキックボクサー、ダイナマイトフジ。赤城と戦った歴代の敵の中で最強の戦闘能力を有しており、最初の試合では赤城は全く歯が立たなかった。猛練習の結果、ようやく互角に戦えるようになるが、数度にわたる対抗戦でも決着は描かれていない。したがって赤城がどうしても勝てなかった唯一の敵として描かれている。

## 単行本
- 梶原一騎、荘司としお 『夕やけ番長』 秋田書店〈サンデー・コミックス〉、全17巻（1968年 - 1971年）
- 梶原一騎、荘司としお 『梶原一騎傑作全集 夕やけ番長』 サンケイ出版〈サンケイコミックス〉、全15巻（1986年）
- 梶原一騎、荘司としお 『梶原一騎・男のバイブルシリーズ 夕やけ番長』 アース出版局〈漫画名作館スペシャル〉、全7巻（1999年 - 2000年）

## テレビアニメ

### 解説
1968年9月30日から1969年3月29日まで日本テレビ系列局で、毎週月曜 - 土曜 18:35 - 18:45 （日本標準時）に放送。その後も、1969年3月31日から同年9月27日まで同じ時間帯に再放送された。全26話（全156回）。前番組『冒険少年シャダー』と同様に、1週間（6回分）をかけて1つのストーリーが完結する方式となっていた。
このテレビアニメ版では、赤城がキックボクシング部を創設する以前から木曽中に各スポーツ部が存在する、小瀬の父親が存命しているなど、原作漫画とは時系列や状況が異なっている。
本作がビデオソフト化されたことはないが、オープニング映像についてはハミングバード（現：ワーナーミュージック・ジャパン）から発売された『マニア愛蔵版 懐かし〜いTVアニメテーマコレクション』（規格 - VHS・LD）に収録されている。

### スタッフ
- 原作 - 梶原一騎、荘司としお
- 企画 - 藤井賢祐
- プロデューサー - 上野徹、岩田弘
- 脚本 - 吉田喜昭、雪室俊一、山崎忠昭
- 演出（監督と同義） - 木下蓮三（前期）、富野喜幸（現：富野由悠季。後期、実際は前期の数話程度）
- 作画監督 - 木下蓮三、岡迫亘弘
- 作画 - 岡本良雄、野島進、水村十司、西城隆詞、谷口守泰
- オーディオ演出 - 梓欣造
- 音楽 - 宮崎章、増田豊利
- 音響効果 - 大平隆義（大平紀義）
- 編集 - 沢村公子
- 録音 - 太平スタジオ
- 現像 - 東洋現像所（現：IMAGICA）
- 制作 - 新倉雅美
- 製作 - 日本テレビ、東京テレビ動画

### 主題歌
オープニングテーマ「夕やけ番長」
作詞 - 小薗江圭子 / 作曲・編曲 - 宮崎章 / 歌 - 加藤みどり

### 各話リスト
| 話数 | サブタイトル             |
| ---- | ------------------------ |
| 1    | 赤城忠治がやってきた     |
| 2    | 敵か味方か               |
| 3    | 男なら                   |
| 4    | 秋だ相撲だ決闘だ         |
| 5    | 勘太郎旅日記             |
| 6    | 剣よりペンよりも強いもの |
| 7    | 狼無情                   |
| 8    | 負けてたまるか           |
| 9    | 闇うち犯人はだれだ       |
| 10   | 犯人は白亜学園にあり     |
| 11   | お前竜、俺は虎           |
| 12   | 夕やけが見えたぜ         |
| 13   | 名犬ボロのお通りだい     |
| 14   | 忠治故郷へ帰る           |
| 15   | 黒潮の決闘               |
| 16   | はなたれた野獣           |
| 17   | 男花                     |
| 18   | サーカスの少年           |
| 19   | スポーツよいしょ         |
| 20   | キックボクシング旋風     |
| 21   | 涙なんかほしくない       |
| 22   | 男の中の男一匹           |
| 23   | 果てしない戦い           |
| 24   | 母恋草                   |
| 25   | 嵐の前の静けさ           |
| 26   | 赤城忠治よどこへゆく     |

### 放送局
- 日本テレビ（制作局）：月曜 - 土曜 18:35 - 18:45
- テレビ岩手：月曜 - 土曜 8:20 - 8:30[4]
- 宮城テレビ：日曜 8:15 - 8:45（30分枠で放送）[5]
- 福島テレビ：日曜 9:00 - 9:30（30分枠で放送）[6]
- 北日本放送：土曜 17:30 - 18:00（30分枠で放送）[7]
- 静岡けんみんテレビ：月曜 - 金曜 17:30 - 17:40（10分枠、1978年7月3日放送開始）[8]

## 備考
後に扶桑社から刊行された単行本には、巻末に不適切な表現に関してはオリジナルを尊重して当時のままで留めたと書かれているが、過去に刊行されたサンケイ出版版で改竄された原稿をそのまま流用しているため、差別的な用語等の不適切な表現が修正済みである。
『ビー・バップ・ハイスクール』第1巻 No.9「非行化傾向対策編」の挿話で、ヒロシとトオルのクラスに転校生としてやって来た赤木山忠治（あかぎやまちゅうじ）が、転校先でいじめられないようにハッタリを利かすためにこの学校の番長が尋ねた。その際にトオルが「おう！愛高の夕やけ番長とは俺のことだ!!」と答える場面がある。